# Hình tượng con khỉ trong văn hóa
Hình tượng con khỉ xuất hiện trong khá nhiều nền văn hóa khác nhau trên thế giới từ xa xưa, khỉ đã có mặt trong đời sống văn hóa nhân loại, được biểu trưng trong thần thoại, tôn giáo, truyền thống văn hóa phong tục của nhiều dân tộc. Từ Đông sang Tây, tự cổ chí kim, dù có khác nhau ở các nền văn hóa như khỉ trở thành một biểu tượng xuyên văn hóa, có sức mạnh biểu trưng phong phú, đa dạng cho những ý niệm đa chiều, đa diện, sâu sắc về nhân dạng, nhân sinh, biểu tượng khỉ tạo độ sâu, sức nén, tiếng ngân vang trong sự tri nhận của mỗi tộc người gắn với mỗi đặc tính tư duy, mỗi nền văn hóa khác nhau.
Trong quan niệm Á Đông, khỉ (Thân) được xếp hàng thứ 9 trong 12 con giáp tương ứng với 12 chi xếp theo năm âm lịch trong Thập Nhị Địa Chi và đi vào đời sống qua thời khắc năm thân, tháng thân, ngày thân, giờ thân. Luận trong số 12 con giáp thì con khỉ là con vật duy nhất được lấy làm biểu trưng cho cái tâm của con người, hình ảnh những chú khỉ tinh nghịch thường đi kèm những bài học triết lý sống sâu sắc, nhất là trong triết lý của đạo Phật thì tâm và ý trong mỗi người cũng như con khỉ luôn bất định, không ngừng nhảy nhót với hình tượng Tâm viên ý mã và Khỉ tam không.

## Văn hóa phương Đông
Khỉ thuộc loại động vật có vú, sinh con, thường ở trong rừng, ưa nhảy nhót chuyền cành, sống theo bầy đàn, thông minh hơn các loài vật khác và đặc biệt giống con người nên mới có sự ảnh hưởng sâu sắc trong văn hóa. Trong các nền văn hóa và văn hóa hiện đại, hình ảnh con khỉ biểu tượng như là sự nghịch ngợm, bông đùa, tò mò, táy máy, tinh nghịch, khôn lỏi, láu lĩnh, a dua, bắt chước, liều lĩnh, vội vàng, tùy tiện, huênh hoang và nhanh nhẹn, tài nghệ.

### Văn hóa Trung Hoa

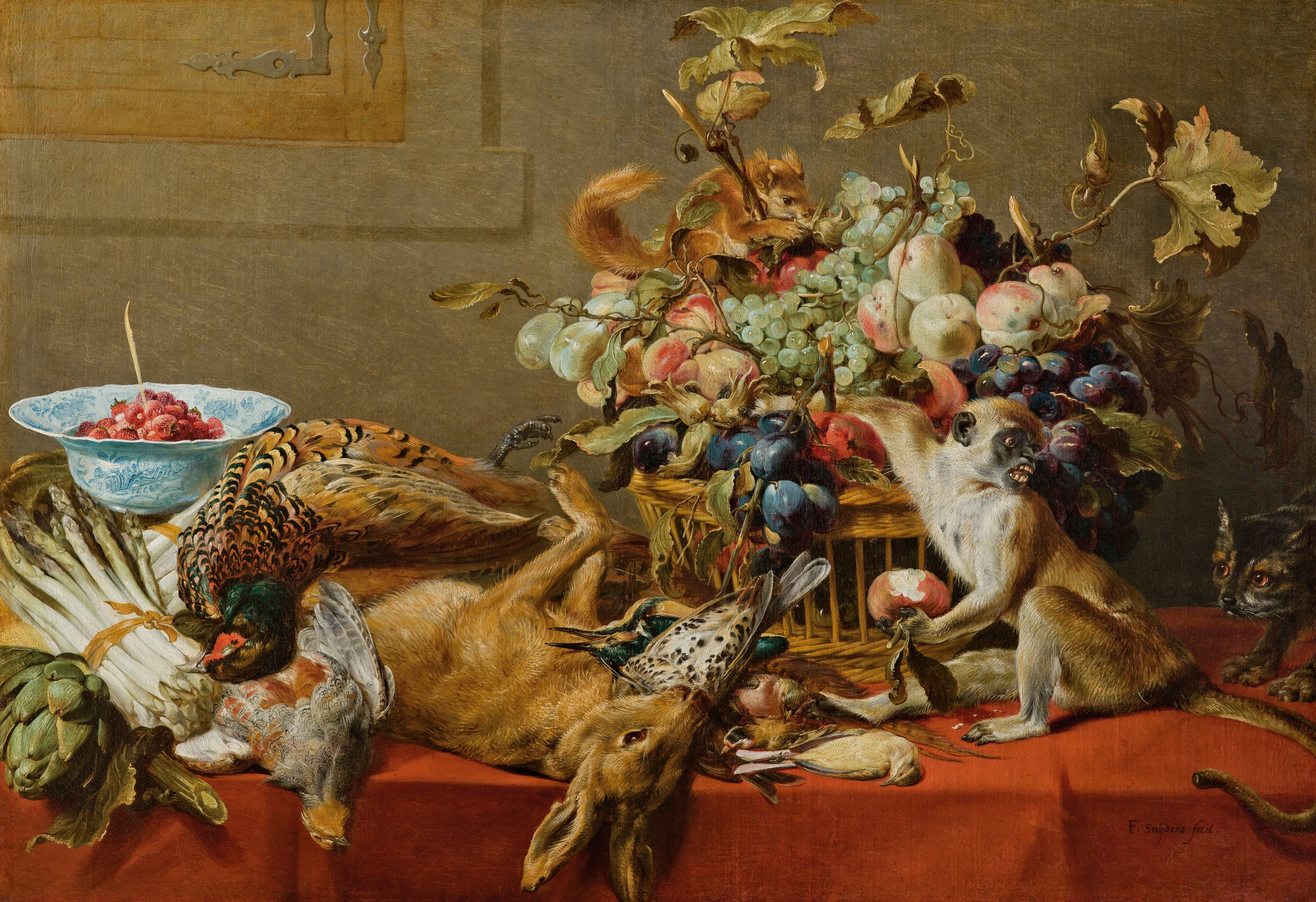
Họa phẩm về một con khỉ ăn trộm đào

Trong quan niệm của dân tộc Hán, khỉ được xem là con vật cát tường do chữ hầu (khỉ) và hầu (tước quan) có âm đọc giống nhau, nên trong nhiều bức tranh có vẽ hình con khỉ với ngụ ý phong tước quan hầu, người ta cũng thường mua tặng nhau những bức tượng "Mã thượng phong hầu" (tượng khỉ cưỡi ngựa) để cầu chúc nhau năm mới được bình an và thăng quan tiến chức. Con khỉ còn xuất hiện trong các nghi thức cúng tế của dân tộc Cao Sơn ở Đài Loan, trong võ thuật truyền thống với thế võ hầu quyền mô phỏng động tác của khỉ, trong nghệ thuật biểu diễn sân khấu Kinh kịch với những tích tuồng cổ về Tôn Ngộ Không như: Động Thủy Liêm, Đại náo thiên cung, Kim đao trận, Ngộ Không Mượn quạt, Động Vô đáy, khỉ còn xuất hiện nghệ thuật tạo hình như hội họa, điêu khắc và trong nghệ thuật ngôn từ.
Ở Trung Quốc còn có tục thờ Tề Thiên Đại Thánh hay Tôn Ngộ Không là một nét văn hóa độc đáo của cộng đồng người Việt gốc Hoa sinh sống ở vùng đất Chợ Lớn. Tôn Ngộ Không là Đấu Chiến Thắng Phật được thờ phụng như một vị Phật với phép biến hóa thần thông quảng đại. Do sức ảnh hưởng lớn trong văn hóa dân gian, từ một hình tượng hư cấu xuất hiện trong văn học, Tề Thiên Đại Thánh đã trở thành một đối tượng được thờ phụng trong nhiều đền miếu người Hoa, đặc biệt là ở vùng Phúc Kiến. Trong quá trình di dân, cộng đồng người Phúc Kiến đã mang theo tục thờ Tề Thiên Đại Thánh đến các vùng đất mới, trong đó có Chợ Lớn (Quận 5, Quận 6) và một số địa phương khác ở Việt Nam.

### Văn hóa Nhật Bản

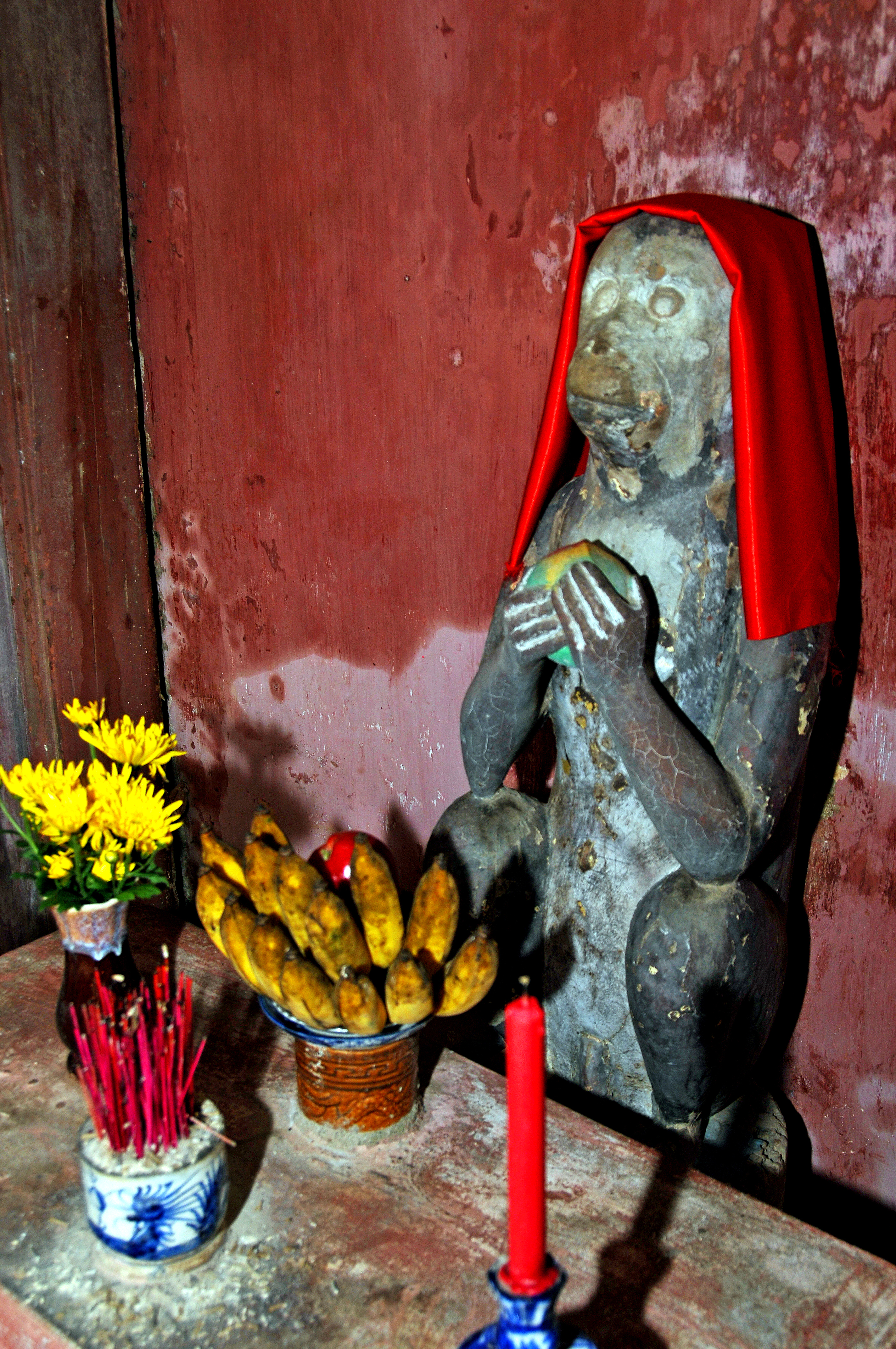
Tượng thờ thần hầu ở Hội An

Ở Nhật Bản, do ảnh hưởng của văn hóa Trung Hoa, motif "khỉ bắt bóng trăng trong nước" là phổ biến trong nghệ thuật hội họa. Trong tô-tem giáo của người Nhật thì khỉ chính là vị thần bảo hộ và linh vật khỉ xuất hiện trong nhiều công trình tín ngưỡng từ cổ xưa. Khỉ đóng vai trò là thần bảo hộ và là trung gian giữa thần linh và con người, khỉ được tin là có thể xua đuổi sâu bệnh. Tokugawa Ieyasu đã suy tôn thần khỉ là vị thần bảo vệ sự yên bình của đất nước. Các Samurai thường bọc ống tên của họ bằng da khỉ để khai thác sức mạnh bảo vệ của những con khỉ trên ngựa trong quan niệm của người Nhật. Tượng khỉ trấn yểm thủy quái gọi là Linh hầu (hay Thần Hầu) cùng Linh khuyển (chó thần) được thờ theo tín ngưỡng vật tổ của người Nhật vì muốn khống chế con thủy quái Namazu (con Cù/Câu Long).
Một hình tượng biểu trưng là bộ tượng "Khỉ tam không" (三猿/san'en hay sanzaru?, hay còn viết là: 三匹の猿/sanbiki no saru) được tạo hình ngộ gồm 3 con khỉ một con bịt mắt (Mizadu), một con bịt tai (Kikazadu), một con bịt miệng (Iwazadu) thể hiện triết lý Tam Không của Phật giáo: không nhìn điều xấu, không nói điều xấu và không nghe điều xấu là một hình thức tu tập để tâm không bị sở trụ, đặc biệt khi tâm bất tịnh. Ở Nhật, có nhiều đền với bức phù điêu tạc hình ba con khỉ này. Ẩn chứa đằng sau hình ảnh khỉ bịt miệng-bịt mắt-bịt tai còn là một câu chuyện đầy triết lý cần chiêm nghiệm. Nhiều người diễn giải rằng đó là đại diện cho quan niệm sống vô cảm, bàng quan, an phận, mặc kệ những gì xảy ra xung quanh đó là những suy diễn không sát hợp với ý nghĩa thực của bộ tượng này vì hình tượng con khỉ vốn được dùng để biểu trưng cho cái tâm của mỗi con người.

### Văn hóa Việt Nam
Đối với người Việt, bên cạnh hình ảnh con trâu, hình ảnh con cò vốn rất gần gũi, thân thuộc thì trong tâm thức mỗi người dân Việt, con khỉ hiện diện như một loài vật mang lại nỗi lo lắng, bất an vì ngày xưa, khi ruộng đồng còn gần rừng núi, khỉ hay đến phá hoại hoa màu, ảnh hưởng tới con người, nhưng dù vậy, người Việt không sợ và không căm ghét khỉ. Trong mười hai con giáp, đối với người Việt, nếu như rồng là biểu tượng về tâm linh, tinh thần thì khỉ lại gần nhất về mặt vật chất, thể xác, người Việt nghĩ đến rồng với tâm thế tôn kính bởi sự linh thiêng, linh ứng của nó, còn với khỉ người Việt lại tỏ ra thân thiện, suồng sã, thậm chí còn bông lơn, đùa cợt. Ở Việt Nam đã tìm thấy khá nhiều tượng khỉ tại di tích Tháp Chương Sơn (Nam Định) từ thời nhà Lý.
Khỉ và họ hàng của khỉ đã hiển hiện và gắn bó với con người Việt do đó, trong tiếng Việt có 11 từ được dùng để chỉ khỉ: hầu, khỉ, khởi, khẹc, khọn, tườu, nỡm, bù dù, đười ươi, vượn (Viên) và nghề, những tên gọi này gợi lên ấn tượng về thói láu táu, nghịch ngợm, phá phách và phét lác của chúng. Trong thành ngữ, tục ngữ, ca dao Việt Nam, khỉ cũng được người đời nhắc đến. Trong cuộc sống hằng ngày, những lời mắng liên quan đến khỉ xuất hiện khá nhiều, nhưng hầu hết mang một sắc thái nhẹ nhàng. Ở Nam Bộ, chiếc cầu tre bắc qua kênh rạch ở vùng sông nước được gọi là cầu khỉ. Ở các cửa hàng bán đồ lưu niệm, hình tượng khỉ được trưng bày và mua bán sôi động, nhiều người hay tìm kiếm cho mình những câu chúc hay trong dịp đầu năm con khỉ. Dân gian đã tạo dựng kho kinh nghiệm sống (túi khôn), quan niệm sống, triết lí nhân sinh sâu sắc liên quan đến con khỉ

### Văn hóa Ấn Độ

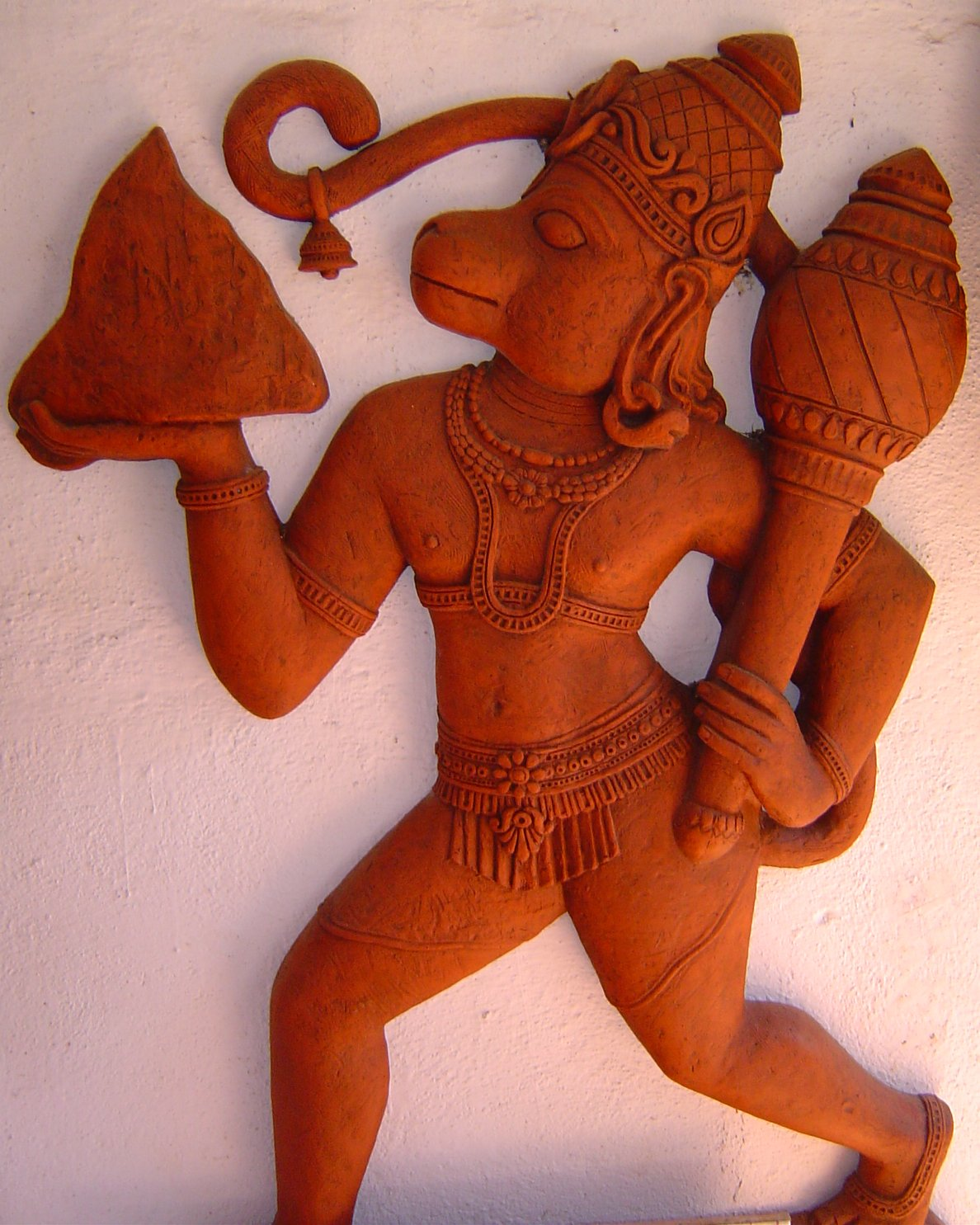
Tượng nung đất về thần Hanuman

Trong Phật pháp, hình tượng khỉ (tiếng Phạn là Markata, dịch âm là Ca-tra), mang nhiều hàm ý thâm sâu. Theo Phật thoại, Khỉ là đệ tử rất thành tâm đến với Đức Phật. Khỉ xuất hiện trong các câu chuyện kinh Phật như "Vua khỉ lấy thân mình cứu chúng khỉ", "Câu chuyện về vượn khỉ dâng mật ong", hay như "Con khỉ tự cho mình là thông minh" hoặc như "Vua khỉ trí tuệ" và những motif, từ vựng liên quan trong Phật giáo như "Khỉ bắt trăng", "Sông Ma Các", "Động đá cổ Ti Ô ở Trạch Dương". Ở một khía cạnh triết lý, do tâm tính vội vàng, tùy tiện, khó điều khiển, thường bỏ một chọn một của khỉ, cho nên trong sách cổ thường lấy khỉ để so sánh với vọng tâm của người phàm trần. Trong Tạp A hàm kinh đã dùng sáu loại động vật là chó, chim, rắn độc, dã can, Thất-thu Ma-la và khỉ để ví với lục căn của chúng sinh.
Ở Ấn Độ có vua khỉ Hanuman đều được thờ như một vị thần linh thiêng biểu tượng cho tính thông minh, nhanh nhẹn, nghịch ngợm, nhảy cao, bay xa, biến hóa nhiều phép thần thông. Các đền thờ ở Ấn Độ đều có hình ảnh Hanuman, vị thần khỉ nổi tiếng với vũ khí là quả chùy (gada), biểu tượng cho lòng dũng cảm và sự trung thành. Từ nhân vật trong thần thoại Hindu, khỉ trở thành nhân vật trung tâm trong hai bộ sử thi vĩ đại của Ấn Độ là Ramayana và Mahabharata khi giúp đỡ cho người anh hùng Rama trong cuộc chiến chống lại vua quỷ Ravana.  Thần rất sùng bái người bạn của mình là Rama là vị vua anh hùng, hóa thân của Vishnu thuộc Trimurti của Ấn Độ giáo và cũng được Rama tin tưởng, yêu thương nhất, trong nhiều bức vẽ về Hanuman có hình Rama xăm trên ngực.

### Nền văn hóa khác
Ở Ai Cập, người ta thờ vị thần hình người nhưng đầu là của khỉ đầu chó màu trắng, biểu tượng của thần Thoth thông thái, sáng tạo ra chữ viết, ngôn ngữ. Trong tín ngưỡng của người Ai Cập cổ đại, hình ảnh thần Thoth là vị thần mặt trăng, bảo trợ của các nhà thông thái và những người có học thức, "vị thần của Thánh thư" chuyên ghi lại lời của thần tạo thế Ptah, cũng như những phán quyết của Anubis khi thần này cân linh hồn của người chết. Hiện thân của Thoth là dưới hình dạng của khỉ đầu chó được tạo dựng lốt của một con khỉ đầu chó trắng to lớn, thần Thoth đồng thời là nghệ sĩ, bạn của hoa, của vườn tược và của hội hè. Biểu tượng người đo lường, dẫn linh hồn cũng xuất hiện trong quan niệm của người Tây Tạng qua vị thần Shinje có đầu khỉ. Ở Campuchia, nơi người ta cho rằng khỉ Hanuman là con của thần gió nên người dân có tục săn khỉ cầu mưa. Hình tượng thần Hanuman cũng in bóng trong văn hóa Khmer, có thể bắt gặp hình ảnh Hanuman ở khắp nơi, trong sách vở, đền chùa, tranh tượng, tranh phù điêu chạm trổ, và trong tín ngưỡng cầu mưa của người Campuchia.

## Văn hóa phương Tây
Trong nền văn hóa phương Tây, hình ảnh con khỉ xuất hiện khá mờ nhạt bên cạnh các con vật thần thoại như nhân mã, nhân sư, mĩ nhân ngư. Con khỉ được hình dung là tên cướp đường, kẻ liều lĩnh vui tính, chọc tức gây nổi cáu nhưng lại làm nguôi bằng những sự đùa cợt của nó, được minh họa trong thần thoại Hi Lạp về những Cercopes (Kercrốp) là giống quỷ lùn chuyên sống bằng nghề cướp đường. Khỉ trở nên gần gũi hơn trong nền văn hóa đại chúng phương Tây qua hình tượng King Kong là con khỉ đột khổng lồ, chú khỉ khỉ nghịch ngợm Abu trong Bộ phim Aladin và cây đèn thần, bạn tri kỷ của Aladin. Tác phẩm về khỉ có Hành tinh khỉ (La Planète des Singes) là một tiểu thuyết do Pierre Boulle viết năm 1963, từ singe bao gồm cả "vượn" và "khỉ", sau được dựng thành nhiều bộ phim.
Tại các sở thú và khu vực vui chơi, người ta chú ý nhiều hơn cho các tiết mục xiếc thú của các chú khỉ. Đối với người Âu Mỹ và giống như ở Việt Nam, khỉ là một hình ảnh không đẹp, những quan niệm coi rẻ khỉ thì người dân Việt và dân Tây phương giống nhau, cả hai đều thấy khỉ là giống hạ đẳng vì chúng muốn bắt chước người nên tạo ra những cử chỉ "nhái" tức cười, nhưng dù cố gắng hết cỡ chúng vẫn "rõ khỉ" hay làm "Monkey job" (trò khỉ). Khỉ còn dùng để miệt thị, mạ lỵ, phân biệt chủng tộc (phân biệt dân da đen và dân da vàng) khi người ta làm bộ miệng hú, rồi đấm ngực, vung tay, nhảy nhót như khùng cách biểu lộ này nhại loài khỉ và các Hooligan phân biệt chủng tộc còn ném cả chuối vào cầu thủ da đen (ám chỉ họ là những con khỉ). Ngày nay, bài hát Dance Monkey là một nhạc phẩm đình đám.

## Châu Mỹ bản địa

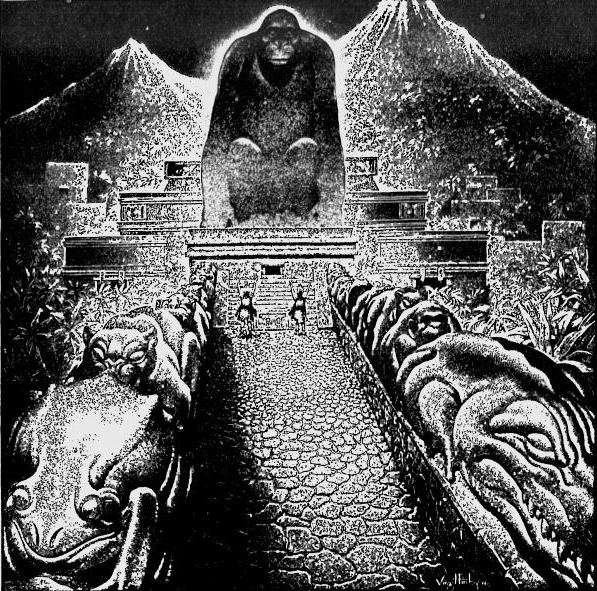
Thần Khỉ ở Thành phố vàng

Ở vùng Trung Mỹ, biểu tượng về khỉ lại tựa như thần Apollon trong thần thoại cổ Hy Lạp. Có nơi coi khỉ gắn liền với mặt trời, biểu tượng cho ca hát và âm nhạc. Ở châu Mỹ có Thành phố Trắng huyền thoại (La Ciudad Blanca), chứa đầy vàng bị mất tích của Thần khỉ rú ở Trung Mỹ. Có một tộc người cùng thời với người Maya cổ xưa nhưng đã biến mất từng thờ phụng một vị thần khỉ kỳ lạ. Bức tượng khổng lồ về vị thần khỉ này vẫn còn bị chôn giấu dưới các thảm thực vật xum xuê sau nhiều thế kỷ bị bỏ hoang, những đồ chạm khắc được tìm thấy dưới kim tự tháp rất có thể là lễ vật hiến tế cho thần khỉ.
Tộc người bí ẩn đã có các cuộc hiến sinh người đẫm máu cho vị thần khỉ của họ, sau đó ăn thịt nạn nhân theo một nghi lễ của tập tục ăn thịt đồng loại, những người bản địa xử tử và ăn thịt khỉ. Một truyền thuyết khác, rằng Thần khỉ đã tạo ra rất nhiều hậu duệ, một chủng tộc nửa người, nửa khỉ có biệt danh "người lông lá". Người dân bản địa ở vùng này tin rằng khỉ từ trong rừng sâu từ cách đây rất lâu đã bắt trộm các trinh nữ trong làng của họ để đẻ ra người lai.

## Trong thành ngữ
Do diện mạo, bản chất lanh lẹ, táy máy, hay bắt chước, thích nghịch phá, sống thành bầy đàn, nuôi con như người nên khỉ được người Việt xem là động vật thân thiện với mình, nên trong dân gian có không ít ca dao, tục ngữ nói về con khỉ. Từ ngữ về con khỉ chủ yếu xuất hiện trong văn hóa của các dân tộc Châu á. Một số thành ngữ, tục ngữ như:
- Khỉ ho cò gáy: Chỉ chốn hoang vu
- Giết gà dọa khỉ
- Rung cây nhát khỉ
- Làm trò khỉ: Chế giễu những người hay pha trò, bắt chước, làm trò hề
- Trời sinh con khỉ ở lùm/Chuyền qua chuyền lại rớt ùm xuống sông
- Khỉ bồng con lên non kiếm trái/Cảm thương nàng phận gái mồ côi
- Mặt nhăn như khỉ
- Nuôi ong tay áo, nuôi khỉ dòm nhà
- Khỉ gió, khỉ khô, khỉ mốc: Những câu của, câu mắng
- Đồ khỉ hay đồ khỉ gió: Ám chỉ người không đứng đắn, nghiêm túc, hay nghịch ngợm
- Khỉ lại là khỉ, mèo lại hoàn mèo